# 최승재 (법조인)
최승재(崔昇宰, 1971년 10월 3일 ~ )는 대한민국의 변호사이자 대학 교수이다.

## 약력
- 1971년 경상남도 고성군에서 태어났다.
- 집안 어른들의 바람에 따라서 서울대학교 사범대학 독어교육과에 진학하였으나 집안 어르신들 몰래 법학을 부전공하였고 법학교수를 꿈꾸었고 서울대학교 법과대학 석사과정에 진학하여 행정법을 공부하였다. 석사 마지막 학기 때 지도교수인 권오승 교수에게 박사를 하러 찾아갔다가 앞으로 좋은 교수가 되려면 변호사가 되어 실무를 제대로 이해한 상태에서 학문을 해야 한다는 권유를 하였고, 이에 따라서 박사과정에 진학하는 대신 진로를 바꾸어 사법시험 공부를 하게 되었고, 2년 뒤 39회 사법시험에 합격하여 사법연수원에 입소하였다.[1]
- 대학 재학 또는 사법연수원 시절에는 헌법에 관심이 많아서 헌법재판소 근무도 생각했으나, 1999년 컬럼비아 대학교에 연수를 계기로 하여 특허법을 포함한 지적재산권법이나 공정거래법을 공부하기로 결심하였다고 한다. 90년대 후반 내지 2000년대 초반만 하더라도 국내에서는 사내변호사 개념이 생소하였는데, 첫 직장으로 로펌이 아니라 사내변호사를 선택하였다. 그 까닭에 대해 미국에서 사내변호사의 중요성을 알게 되었고, 스스로 판단하기에 기업의 사내변호사가 사건의 실체를 100을 경험한다면, 로펌 변호사는 걸러서 그 중 50을 경험하고, 다시 법원이나 검찰은 30이나 20만 이해한다고 생각하였기 때문이라고 한다. 이에 따라 사내변호사-로펌변호사-법원을 경험하고 최종적으로 다양한 실무경험을 겸비한 교수가 되는 것을 꿈꾸었다고 한다.[2]
- 사법연수원 시절의 지도교수는 목영준 변호사이며, 2018년 상사중재법을 공저로 저술하였다.
- 삼성계열사에서 변호사를 공채하였을 때 삼성전자와 삼성SDI 중에서 삼성SDI를 선택하였다고 하고, 그 까닭은 특허법무가 법무 내에 같이 있어서 특허권을 비롯한 지식재산권 업무를 함께 할 수 있기 때문이었다고 한다.
- 법률신문에서 2013년과 2014년에 걸쳐 변호사뎐(傳)을 연재하였고, 책으로도 출간하였다.
- 이른바 '퀄컴' 사건에서 법무법인 바른의 서혜숙 변호사 팀과 함께 공정거래위원회를 대리하고 있다. 조선일보 기사 한국일보 기사[깨진 링크(과거 내용 찾기)]

### 학력
- 서울대학교 사범대학 학사
- 서울대학교 법과대학 법학석사 (논문: 조약의 국내법적 효력) (2000)
- 세종-시라큐스 MBA 프로그램 경영학 석사 (2003)
- 미국 컬럼비아 로스쿨 LL.M (2004)
- 서울대학교 법과대학 법학박사 (논문: 특허권 남용의 경제법적 규율) (2009)
- 서울시립대학교 세무전문대학원 조세법 박사 수료 (2009)

### 주요 경력
- 2020년 ~ 현재, 법무법인 우리 대표변호사
- 2020년 ~ 현재, 중앙행정심판위원회 비상임위원
- 2019년 ~ 현재, 국세청 조세법률고문
- 2019년 ~ 현재, 언론중재위원회 중재위원(서울)
- 2019년 ~ 현재,  한국지식재산보호원 이사
- 2018년 ~ 현재, 금융위원회 금융 옴부즈만
- 2018년 ~ 2020년, 한국엔터테인먼트법학회 회장
- 2017년 ~ 현재, 국제지식재산권보호협회(AIPPI) 보관됨 2015-10-13 - 웨이백 머신 한국 부회장 겸 본부 위원
- 2017년 ~ 현재, 서울고등검찰청 및 서울동부지방검찰청 상고심의위원
- 2017년 ~ 현재, 국민권익위원회 해석자문단 위원
- 2016년 ~ 현재, 대한상사중재원 중재인
- 2015년 ~ 현재, 대한변협 법제연구원 원장
- 2015년 ~ 2017년, 법무법인/특허법인 다래 변호사/변리사
- 2014년 ~ 현재, 서울고등법원 조정위원
- 2014년 ~ 2015년, 대법원 재판연구관
- 2013년 ~ 2015년, 서울지방변호사회 국제이사
- 2012년 ~ 2014년, 김앤장 법률사무소 변호사
- 2012년 ~ 2015년, 한양대학교 겸임교수
- 2011년 ~ 2015년, 국가지식재산위원회 전문위원
- 2009년 ~ 2012년, 공정거래위원회 지식재산권 정책자문위원
- 2009년 ~ 2010년, 대법원 재판연구관
- 2008년 ~ 2012년, 경북대학교 법학전문대학원 보관됨 2020-07-03 - 웨이백 머신 교수
- 2007년 ~ 2014년, 대한변호사협회 법제위원
- 2006년 ~ 2008년, 한국 마이크로소프트(Microsoft) 변호사
- 2000년 ~ 2006년, 삼성 에스디아이(SDI) 변호사
- 1997년, 사법고시 제39회 합격, 사법연수원 29기
- 기타, 서울시립대학교, 홍익대학교, 성균관대학교, 고려대학교, 연세대학교 출강

## 저서

### 단독저술
- 금융거래법 (2016, 피앤씨미디어)
- 개인정보 (2016, 커뮤니케이션북스)
- 디자인보호의 새로운 지형, 저작권과 상표권 (2016, 커뮤니케이션북스)
- 원소스 멀티유스와 저작권 침해 (2015, 커뮤니케이션북스)
- 음악저작권 침해 (2015, 커뮤니케이션북스)
- 변호사뎐 (2014, 법률신문사)
- 변호사와 의뢰인 사이의 비밀보호(ACP)에 대한 제도연구 (2013, 법률신문사)
- 미국특허법 (2011, 법문사)
- 미국대법관이야기 (2011, 경북대학교 출판부)
- 전략적 기업경영과 법 (2010, 한국학술정보)
- 특허권 남용의 경쟁법적 규율 (2010, 세창출판사)
- 경쟁전략과 법 (2009, 한국학술정보)
- IT 기술과 법 (2007, 홍익대학교출판부)

### 공동저술
- 최승재·김영기·박현우, 신미국특허법 (2020, 법문사)
- 목영준·최승재, 상사중재법 (2018, 박영사)
- 디자인과 법 (2017, 채움북스)
- 음악콘텐츠와 법 (2015, 채움북스)
- 직무발명제도해설 (2015, 박영사)
- Intellectual Property Law in Korea (2015, Wolters Kluwer)
- 변호사 적정수에 대한 연구 (2015, 법률신문사)
- 자본시장법 [주석서] (2015, 박영사)
- 주식회사법 대계 (2015, 법문사)
- 증권집단소송법 개정론 (2014, 법률신문사)
- 미국특허판례연구 Ⅰ, Ⅱ (2013, 법률신문사)
- 특허판례연구 (2012, 박영사)
- 비상장주식가치평가와 법 (2012, 한국경제연구원)
- 공정거래법의 쟁점과 과제 (2010, 법문사)
- 과학기술법 (2010, 진원사)

## 논문
- 이진수·최승재, 인용발명을 특정하는 과정에서 사후고찰의 편견을 피하기 위한 판단 절차와 기준에 대한 개선안 : 미국 심사기준(MPEP) 및 판례와 비교하여, 지식재산연구, 한국지식재산연구원 (2020)
- 저작권법 제35조의3의 적용을 위한 공정이용 판단기준에 대한 소고–미국법원의 공정이용에 대한 판례동향과 시사점–, 강원대학교 비교법학연구소 (2019. 7.)
- 주주행동주의, 국민연금과 스튜어드십 코드, 한국기업법학회 (2019. 6.)
- 3배 배상제도의 도입과 특허침해소송에서의 손해배상액 산정 -고의 판단 기준을 중심으로, 사법발전재단 (2019. 6.)
- 전관예우 실태 및 근절방안에 대한 법조인과 국민의 의식연구, 안암법학회 (2019. 5.)
- 2018년도 경제법 중요판례평석, 대한변호사협회 (2019. 5.)
- 집단소송제도 설계 시론(試論) – 20대 국회에서 발의된 법안의 유형화 및 타당성 검토 –, 한국상사법학회 (2019. 2.)
- 2017년 부동산 담보신탁의 주요 판례의 분석 (2018. 6.)
- 2017년도 경제법 중요 판례, 대한변호사협회 (2018. 5.)
- 제품의 형태와 색채 모방행위와 부정경쟁행위에 대한 소고 -비아그라 판결과 세레타이드 판결을 중심으로-, 한국상사판례학회 (2017. 6.)
- 2016년도 경제법 중요 판례, 대한변호사협회 (2017. 3.)
- 부정경쟁방지법 (차)목에 대한 하급심 판결의 동향 분석, 서울지방변호사회 (2017. 1.)
- 기업인수합병시 이행보증금의 법적 성격과 감액 가능성에 대한 연구 - 대법원 2016.7.14. 선고 2012다65973판결을 중심으로 -, 한국증권법학회 (2016. 12.)
- 퍼블리시티권 침해에 대한위자료 산정기준에 대한 연구 - 운동선수의 경우를 중심으로 -, 한국정보법학회 (2016. 12.)
- 주주가연계증권(ELS)을 둘러싼 판결들의 비교 분석- 대법원 2015. 5. 14. 선고 2013다2757 판결 등에서 보는 위험회피(hedge)거래에서의 신의칙상 주의의무의 판단기준 -, 은행법학회 (2016. 11.)
- 자살면책특약의 해석에 대한 연구 - 대법원 2016. 5. 12. 선고 2015다243347 판결을 중심으로 -, 대한변호사협회 (2016. 11.)
- 기업 인수 과정에서의 진술과 보증조항의 의미 － 대법원 2015.10.15. 선고 2012다64253 판결을 중심으로 －, 한국경영법률학회 (2016. 4.)
- 대법원 판결로 보는 차입매수(LBO)와 배임죄 -대법원 2015. 3. 12. 선고 2012도9148판결-, 법학연구소 (2015. 12.)
- 신탁수익증권을 통한 부동산개발사업의 자금조달방안, 한국증권법학회 (2015. 12.)
- 퍼블리시티권에 대한 하급심 판결 동향 분석 및 권리화 방안, 정보법학, 한국정보법학회 (2015. 12.)
- 최근 파생상품관련 주요 판례에 대한 소고, 상사판례연구, 한국상사판례학회 (2015. 9.)
- 중소ㆍ중견기업 기술탈취 방지를 위한 손해배상소송의 실효성 확보방안, 지식재산연구, 한국지식재산연구원 (2015. 6.)
- 전자금융거래법 제9조와 보이스피싱 - 대법원 2014.1.29. 선고 2013다86489 판결을 중심으로, 은행법연구, 은행법학회 (2015. 5.)
- 동의의결제 입법이후 적용사례로 본 입법상 보완필요성, 인권과 정의, 변호사협회 (2015. 2.)
- 개정 신탁법상 사업신탁에 대한 소고, 일감법학, 건국대 기업법센터 (2015)
- 부정경쟁방지법상 혼동가능성의 판단기준 시점, 변호사, 서울지방변호사회 (2014)
- 국내 특허권 및 기타 지재권 남용에 대한 유형과 사례 분석: 한국에서의 NPE 논의, 경쟁저널, 한국공정경쟁연합회 (2014)
- 合倂法制의 改定과 合倂稅制의 調和에 대한 管見 - 합병활성화를 위한 역삼각합병 도입 등의 논의를 중심으로, 선진상사법률연구, 법무부 (2014)
- Director’s Liabilities and Obligations in Korea, 은행법연구, 은행법학회 (2014)
- 특허법 제 128조에 의한 손해배상체계의 적정성에 대한 연구, 변호사, 서울지방변호사 (2013)
- 특허간접침해의 성립여부와 주관적요건의 판단 - GLOBAL-TECH APPLIANCE, INC ., v. SEB S. A. -, 정보법학, 한국정보법학회 (2011)
- 저작권 및 상표권 남용행위에 대한 연구 : 지식재산권의 부당한 행사에 대한 심사지침(2010년) 개정을 위하여, 법조, 법조협회 (2011)
- 특허청구항의 연결부의 의미와 기재불비 여부: 대법원 2007후1442 판결에 대한 평석, 경영법률, 한국경영법률학회 (2011)
- 이외에도 다수의 논문을 작성하여 학술지에 게재하였다.